# Neon Future IV
Neon Future.IV – szósty album studyjny amerykańskiego producenta muzycznego Steve'a Aokiego, wydany 3 kwietnia 2020 przez Ultra i Dim Mak Records. Jest kontynuacją wydanego w 2018 roku Neon Future III.

## Lista utworów
CD1
1. "Close to God" (feat. Kita Sovee & Julien Marchal) - 4:38
2. "I Love My Friends" (feat. Icona Pop) - 3:05
3. "Halfway Dead" (feat. Global Dan & Travis Barker) - 3:24
4. "Daylight" (feat. Tory Lanez) - 3:15
5. "One True Love" (Steve Aoki & Slushii) - 3:24
6. "Girl" (feat. Agnez Mo & Desiigner) - 3:12
7. "Maldad" (Steve Aoki & Maluma) - 2:48
8. "Last One to Know" (feat. Mike Shinoda & Lights) - 3:17
9. "Love You More" (feat. Lay Zhang & will.i.am) - 3:24
10. "2 In a Million" (feat. Sting & Shaed) - 3:55
11. "Let It Be Me" (feat. Backstreet Boys) - 3:44
12. "1 4 U" (feat. Zooey Deschanel) - 3:23
13. "Inside Out" (Steve Aoki & Felix Jaehn feat. Jamie Scott) - 2:37
14. "Play It Cool" (Steve Aoki & Monsta X) - 2:49
15. "Crash Into Me" (Steve Aoki & Darren Criss) - 3:46

CD2
1. "New Blood" (feat. Sydney Sierota) - 3:12
2. "Homo Deus" (feat. Yuval Harari) - 3:36
3. "Are You Lonely" (Steve Aoki & Alan Walker feat. Isák) - 2:37
4. "Do It Again" (Steve Aoki & Alok) - 2:56
5. "Terra Incognita" (feat. Bryan Johnson) - 3:22
6. "2045" (Steve Aoki & Going Deeper) - 3:58
7. "Popcorn" (Steve Aoki, Ummet Ozcan & Dzeko) - 3:33
8. "I Wanna Rave" (Steve Aoki & Bassjackers) - 2:24
9. "Hava" (Steve Aoki & Timmy Trumpet feat. Dr Phunk) - 4:19
10. "Rave" (Steve Aoki, Showtek & Makj feat. Kris Kiss) - 3:25
11. "Cut You Loose" (feat. Matthew Koma) - 4:19
12. "Eevos Atik Foes Ireht" (feat. Kita Sovee) - 3:01